# Ђурђешти (Сучава)
Ђурђешти (рум. Giurgești) насеље је у Румунији у округу Сучава у општини Вултурешти. Oпштина се налази на надморској висини од 323 m.

## Становништво
Према подацима из 2002. године у насељу је живело 804 становника, од којих су сви румунске националности.